# Isolmant-Premac-Vittoria
Das Team Isolmant-Premac-Vittoria ist ein italienisches Radsportteam im Frauenradsport mit Sitz in Almenno San Bartolomeo.

## Organisation und Geschichte
2007 wurde durch den ehemaligen Radrennfahrer Giovanni Fidanza das Nachwuchsteam Still Bike  gegründet, Ziel war die Förderung des Frauenradsports in den Nachwuchskategorien. Zu den Athletinnen des Teams gehörten seine Töchter Arianna Fidanza und Martina Fidanza, die in den folgenden Jahren auf der Bahn Titel und weitere Medaillen bei nationalen und internationalen Meisterschaften errangen.
Zeitgleich mit dem Wechsel von Arianna Fidanza in die Elite wurde das Team ab der Saison 2018 zunächst als UCI Women’s Team lizenziert, ab 2020 als UCI Women’s Continental Team. Giovanni Fidanza ist der sportliche Leiter, seine Ehefrau Nadia Baldi die Managerin des Teams.
Die bisher einzigen Siege für das Team erzielte Ana Maria Covrig mit dem Gewinn der nationalen Meisterschaften in Rumänien in den Jahren 2018 und 2019. Als italienisches Team wurde das Team wiederholt zum Giro d’Italia Women eingeladen. Bei den Austragungen 2021 und 2022 konnte Gaia Realini mehrfach vordere Platzierungen erzielen, bevor sie 2023 in die  UCI Women’s WorldTour wechselte.

## Saisonerfolge
| Rennserie                 | 2018 | 2019 | 2020 | 2021 | 2022 | 2023 | 2024 |
| ------------------------- | ---- | ---- | ---- | ---- | ---- | ---- | ---- |
| UCI Women’s WorldTour     | -    | -    | -    | -    | -    | -    | -    |
| andere UCI-Rennen         | -    | -    | -    | -    | -    | -    | -    |
| nationale Meisterschaften | 2    | 2    | -    | -    | -    | -    | -    |

## Platzierungen in der UCI-Weltrangliste
UCI World Ranking
| UCI Ranking | UCI Ranking | UCI Ranking              | UCI Ranking |
| Jahr        | Teamwertung | Einzelwertung            |             |
| ----------- | ----------- | ------------------------ | ----------- |
| 2018        | 39.         | Arianna Fidanza (203. )  |             |
| 2019        | 29.         | Arianna Fidanza (145. )  |             |
| 2020        | 44.         | Elena Franchi (405. )    |             |
| 2021        | 47.         | Gaia Realini (201. )     |             |
| 2022        | 52.         | Gaia Realini (240. )     |             |
| 2023        | 70.         | Carmela Cipriani (793. ) |             |
| 2024        | 66.         | Asia Zontone (816. )     |             |
|             |             |                          |             |
| Quelle: UCI |             |                          |             |